# غرق‌شدگی (روانشناسی)
شیفتگی یا عرق شدن (به انگلیسی: Absorption) یک ویژگی یا خصیصه شخصیتی است که در آن فرد در تصورات ذهنی خود، به ویژه خیال پردازی، غرق می‌شود. این ویژگی به شدت با شخصیت خیال‌پرداز همبستگی نشان می‌دهد. تحقیقات اولیه در مورد غرق شدن توسط روان‌شناس هلندی-آمریکایی، اوک تلگن انجام شد. مفهوم جذب شدن برای ارتباط دادن تفاوت‌های فردی در قابلیت هیپنوتیزم شدن با جنبه‌های گسترده‌تر شخصیت توسعه یافت. جذب شدن با هیپنوتیزم‌پذیری همبستگی متغیری دارد (r = ۰٫۱۳–۰٫۸۹) شاید به این دلیل که علاوه بر ویژگی‌های شخصیتی گسترده، عوامل موقعیتی نیز نقش مهمی در عملکرد در آزمون‌های حساسیت به هیپنوتیزم ایفا می‌کنند. غرق شدن یکی از ویژگی‌هایی است که در پرسشنامه شخصیت چند بعدی ارزیابی شده است.

## سنجش
غرق شدن معمولاً با مقیاس غرق شدن تلگن (TAS) اندازه‌گیری می‌شود. چندین نسخه از این مقیاس موجود است که جدیدترین آنها توسط گراهام جیمیسون است که نسخه ای از مقیاس اصلاح شده خود را ارائه می‌دهد. TAS شامل نه خوشه یا خرده مقیاس محتوا است:
- پاسخگویی به محرک‌های جذاب
- پاسخگویی به محرک‌های القایی
- افکار تصویری
- توانایی فراخوانی تصاویر زنده و معنادار
- تجربیات چندحسی—مثلاً حس‌آمیزی
- غرق شدن در افکار و تخیلات
- خاطرات زنده از گذشته
- دوره‌های آگاهی گسترده
- حالات تغییر یافته هوشیاری

یک مطالعه در سال ۱۹۹۱ توسط گلیسکی و همکارانش نتیجه‌گیری کرد که پاسخگویی به زیرمقیاس‌های محرک‌های جذاب یا القایی در مقیاس TAS، بیشتر با قابلیت هیپنوتیزم شدن مرتبط است تا تفکر تصویری، دوره‌های آگاهی گسترده، یا غرق شدن در افکار و تخیلات.
یک نسخه اصلاح شده از TAS در پرسشنامه شخصیت چند بعدی تلگن (MPQ) گنجانده شده است که در آن هم به عنوان یک ویژگی اولیه و هم یک ویژگی گسترده در نظر گرفته می‌شود. در MPQ، جذب به ترتیب دارای دو زیر مقیاس به نام‌های «احساس» و «مستعد به حالت‌های تخیلی و تغییر یافته» است.
این نسخه اصلاح‌شده از پرسشنامه جذب (TAS) در پرسشنامه شخصیت چندبعدی تلگن (MPQ) گنجانده شده است که در آن به عنوان یک ویژگی اصلی و گسترده در نظر گرفته می‌شود. در MPQ، غرق شدن دارای دو زیرمقیاس به نام‌های «حساس» و «مستعد به حالات تخیلی و تغییر یافته» است.

## ارتباط با سایر ویژگی‌های شخصیتی
غرق شدن به شدت با تجربه‌پذیری مرتبط است. مطالعاتی که از تحلیل عاملی استفاده کرده‌اند، پیشنهاد می‌کنند که جنبه‌های خیال‌پردازی، زیبایی‌شناسی، و احساسات در مقیاس تجربه‌پذیری NEO PI-R به‌طور نزدیکی با غرق شدن مرتبط هستند و قابلیت هیپنوتیزم شدن را پیش‌بینی می‌کنند، در حالی که سه جنبه دیگر یعنی ایده‌ها، اعمال، و ارزش‌ها به‌طور عمده با این ساختارها ارتباطی ندارند. غرق شدن با برونگرایی یا روان رنجوری ارتباطی ندارد. یک مطالعه همبستگی مثبتی بین غرق شدن و نیاز به شناخت پیدا کرده است. غرق شدن رابطهٔ قوی با خود تعالی در شاخص خلق و خوی و شخصیت نشان داده است.

## تجربه احساسی
غرق‌شدگی می‌تواند تجربه احساسات مثبت و منفی را تسهیل کند. تجارب مثبتی که با غرق‌شدگی تسهیل می‌شوند شامل لذت بردن از موسیقی، هنر و زیبایی طبیعی (مثلاً غروب خورشید) و اشکال دلپذیر خیال‌پردازی است. غرق‌شدگی همچنین با اشکال ناسازگاری، مانند فراوانی کابوس و حساسیت به اضطراب (ترس از علائم اضطراب خود) و علائم تجزیه ای مرتبط است. غرق‌شدگی ممکن است باعث تشدید علائم جزئی جسمانی شود که منجر به افزایش خطر بیماری‌های مرتبط با حساسیت مفرط به احساسات داخلی بدن مانند اختلالات جسمی و اختلال هراس می شود. افراد زمانی که مستعد غرق‌ شدن شدید در افکار و هیجانات منفی هستند، ممکن است در معرض خطر خاصی از مشکلات ذکر شده باشند.
غرق شدن می‌تواند تجربهٔ هر دو نوع احساسات مثبت و منفی را تسهیل کند. تجربیات مثبت تسهیل شده توسط غرق شدن شامل لذت بردن از موسیقی، هنر، و زیبایی‌های طبیعی (مثلاً غروب خورشید) و اشکال خوشایند خیال‌پردازیاست. غرق شدن همچنین با اشکال ناسازگاری مانند فراوانی کابوس‌ها و حساسیت به اضطراب (ترس از علائم اضطراب خود) و علائم تجزیه ای مرتبط است. غرق شدن ممکن است علائم جسمی جزئی را تقویت کند و منجر به افزایش خطر شرایط مرتبط با حساسیت بیش از حد به احساسات داخلی بدن، مانند اختلالات شبه‌جسمی و اختلال پانیک شود. افرادی که هم به غرق شدن بالا و هم به ویژگی‌های شخصیتی مرتبط با احساسات منفی تمایل دارند، ممکن است به‌طور خاص در معرض خطر مشکلات مذکور باشند.

## حالات تغییر یافته هوشیاری
یکی از ویژگی‌های اصلی غرق شدن، تجربهٔ توجه متمرکز است که در آن: وقتی فرد در حالت غرق شدن قرار می‌گیرد، اشیاء یا موضوعاتی که توجه او را به خود جلب می‌کنند، به قدری مهم و نزدیک به نظر می‌رسند که گویی بخشی از خود او هستند. این تجربه می‌تواند حالتی عرفانی و معنوی به خود بگیرد.این ظرفیت برای توجه متمرکز، تجربهٔ حالات تغییر یافتهٔ آگاهی را تسهیل می‌کند. علاوه بر تفاوت‌های فردی در قابلیت هیپنوتیزم شدن، غرق شدن با پاسخ‌های متفاوت به روش‌های دیگر برای القای حالات تغییر یافتهٔ آگاهی مرتبط است، از جمله مدیتیشن، استفاده از ماری‌جوانا، و بیوفیدبک. بررسی مطالعات در مورد پاسخ‌های متفاوت به داروی سیلوسایبین نشان داد که غرق شدن بیشترین تأثیر را در میان تمامی متغیرهای روان‌شناختی ارزیابی شده بر شدت تجربیات فردی از حالات تغییر یافتهٔ آگاهی داشت. غرق شدن به شدت با تغییر کلی آگاهی و تجربیات نوع عرفانی و اثرات بصری القا شده توسط سیلوسایبین مرتبط بود. محققان پیشنهاد کرده‌اند که تفاوت‌های فردی در هر دو غرق شدن و پاسخ‌دهی به داروهای توهم‌زا می‌تواند به پتانسیل اتصال گیرنده‌های سروتونین (به ویژه 5-HT2A) که محل اصلی عمل توهم‌زاهای کلاسیک مانند LSD و سیلوسایبین هستند، مرتبط باشد.
مجموعه‌ای از مطالعات نشان داده‌اند که افرادی که جذب بالاتری دارند، تمایل بیشتری به تجربه‌های مذهبی دارند (همچنین به عنوان تجربیات معنوی شناخته می‌شوند)، که ممکن است ویژگی‌های حسی داشته باشند (مثلاً گزارش روح‌القدس «عجله» از طریق آنها). سطوح بالاتر جذب برای پیش‌بینی افرادی که تجربیات عرفانی بیشتر و قوی‌تری را هنگام استفاده از یک نسخه پلاسبو از کلاه خدا گزارش می‌دهند - یعنی کلاهی که ظاهراً تجربیات معنوی را از طریق تحریک مغناطیسی لوب‌های گیجگاهی مغز القا می‌کند، گزارش می‌کند. بدون تحریک مغناطیسی علاوه بر
این، در اکثر مطالعات، افرادی که جذب بالاتری دارند، گزارش می‌دهند که هنگام تماشای مناظر وسیع، نمایشگاه‌های هنری و سایر چیزهایی که بالقوه هیبت‌انگیز هستند، سطح هیبت بیشتری را تجربه می‌کنند. با توجه به این یافته‌ها در مورد تجربیات معنوی، کلاه‌های خدای دارونما و هیبت، نویسندگان یک مقاله تحقیقاتی در سال ۲۰۱۹ پیشنهاد می‌کنند که سطوح بالاتر جذب ممکن است به افراد «استعداد» بیشتری برای «تجربه کردن واقعی آنچه باید تصور شود» بدهد. نویسندگان استدلال می‌کنند که این یک جنبه کلیدی از اکثر سنت‌های مذهبی یا معنوی است، در حالی که اشاره می‌کنند که آنها لزوماً واقعیت آنچه در تجارب معنوی گزارش شده است را نادیده نمی‌گیرند.
یک سری مطالعات نشان داده‌اند افرادی که در غرق‌شدگی (absorption) نمره بالاتری دارند، تمایل بیشتری به تجربه‌های مذهبی (یا همان تجربه‌های معنوی) دارند که ممکن است ویژگی‌های حسی مانند داشته باشند (مثلاً گزارش می‌دهند که روح‌القدسدرون آن‌ها «جاری» شده است). سطوح بالاتر غرق‌شدگی پیش‌بینی می‌کند که افراد تجربیات عرفانیبیشتری و قوی‌تری را هنگام استفاده از نسخه پلاسیبوی کلاه خدا گزارش می‌دهند—یعنی کلاهی که به‌طور فرضی تجربه‌های معنوی را از طریق تحریک مغناطیسی لوب‌های تمپورال مغز القا می‌کند اما در واقع هیچ تحریک مغناطیسی‌ای ارائه نمی‌دهد. علاوه بر این، در بیشتر مطالعات، افرادی که در غرق‌شدگی نمره بالاتری دارند، گزارش می‌دهند که هنگام مشاهده مناظر وسیع، نمایشگاه‌های هنری و دیگر چیزهای بالقوه شگفت‌انگیز، سطوح بیشتری از حیرت را تجربه می‌کنند. با توجه به این یافته‌ها در مورد تجربه‌های معنوی، کلاه‌های خدا پلاسیبو و حیرت، نویسندگان یک مقاله پژوهشی در سال ۲۰۱۹ پیشنهاد می‌کنند که سطوح بالاتر غرق‌شدگی ممکن است به افراد «استعداد» بیشتری برای «تجربه کردن واقعی چیزی که باید خیالی باشد» دارند. نویسندگان استدلال می‌کنند که این یک جنبه کلیدی از بیشتر سنت‌های مذهبی یا معنوی است، در حالی که اشاره می‌کنند که لزوماً واقعیت آنچه در تجربه‌های معنوی گزارش می‌شود را رد نمی‌کنند.

### یادآوری رؤیا
مطالعات نشان داده‌اند که فراوانی به یادآوری رویا با غرق‌شدگی و ویژگی‌های شخصیتی مرتبط مانند باز بودن به تجربه‌ها و تمایل به تجزیه مرتبط است. یک توضیح پیشنهادی برای این پدیده، مدل تداوم آگاهی انسانی است. این مدل پیشنهاد می‌کند که افرادی که در طول روز تمایل به تجربه‌های زنده و غیرمعمول دارند، مانند خیال‌پردازی و رؤیاپردازی، تمایل دارند محتوای رویاهای زنده و به یادماندنی داشته باشند و بنابراین احتمال بیشتری دارد که رویاهای خود را به یاد بیاورند.

## نوشتارهای وابسته
- مرزهای ذهن
- مسخ شخصیت و غیرواقعی شدن
- شخصیت متمایل به فانتزی
- فانتزی (روان‌شناسی)
- جریان (روان‌شناسی)
- هایپرفانتازی
- پاراکوسم
- پیشنهاد پذیری